# 臭化アルミニウム
臭化アルミニウム（しゅうかアルミニウム、英語: aluminium bromide）は、実験式が AlBrx で表されるアルミニウムの臭化物である。三臭化アルミニウム（さんしゅううかアルミニウム、英語: aluminium tribromide）が最も一般的である。無色で昇華性と吸湿性のある固体で、古い試料は水和物であることが多く、ほとんどが三臭化アルミニウム六水和物 AlBr3·6H2O である。

## 合成法
アルミニウムと臭化水素または臭素との反応で得られる。
2Al + 6HBr  →  Al
2Br
6 + 3H
2
2Al + 3Br
2  →  Al
2Br
6

## 化学反応
- 空気中で熱すると臭素とアルミニウムに熱分解する[4]。

{\displaystyle {\ce {2AlBr3 -> 2Al + 3Br2}}}
- 四塩化炭素と100℃近くで反応すると四臭化炭素が生成される[4]。

{\displaystyle {\ce {4AlBr3 + 3CCl4 -> 4AlCl3 + 3CBr4}}}
- ホスゲンと反応して臭化カルボニルと二塩化臭化アルミニウムを生成する[4]。

{\displaystyle {\ce {AlBr3 + COCl2 -> COBr2 + AlCl2Br}}}
この他、難燃剤の製造やフリーデル・クラフツ反応の触媒などの用途がある。

## 性質
不燃性であるが加熱により分解し、臭素や臭化水素を含むフュームを生じる。水分との接触により、発熱を伴って臭化水素酸を生成する。皮膚や粘膜、眼に対する刺激性があり、薬傷を生じる。

## 安全性
三臭化アルミニウムは反応性の高い物質である。